# آنتون آنتون
آنتون آنتون (انگلیسی: Anton Anton؛ زادهٔ ۲۲ دسامبر ۱۹۴۹) مهندس، مخترع و سیاستمدار اهل رومانی است.
وی همچنین برندهٔ جوایزی همچون برنامه فولبرایت شده‌است. او از اعضای مجلس نمایندگان رومانی و از اعضای فرهنگستان اروپایی دانش و هنر بود. آنتون مدتی نیز در پست وزیر آموزش و پرورش رومانی فعالیت داشت.